# Heinrich Lengerich

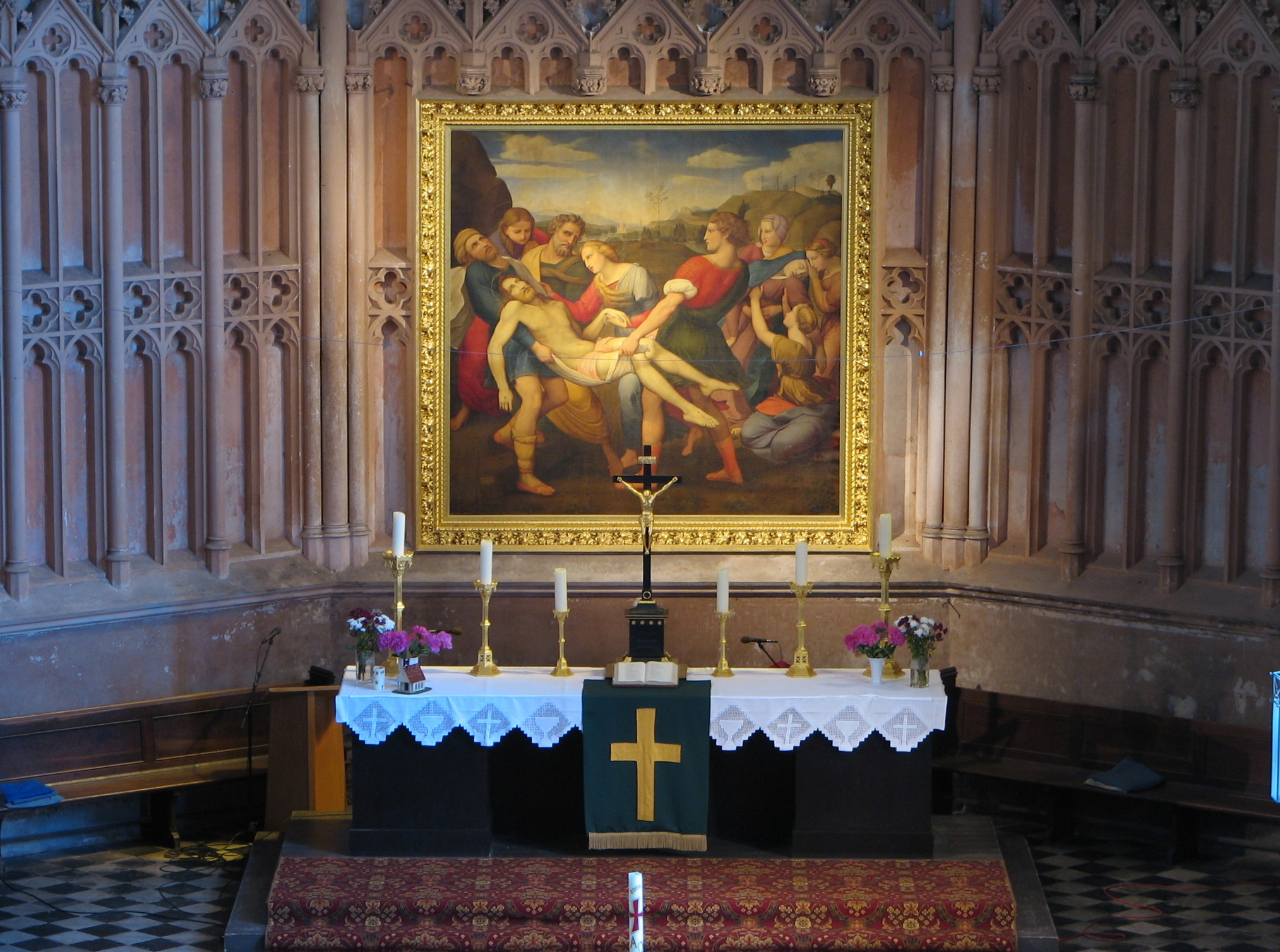
Kreuzabnahme Christi in der St. Bartholomaei-Kirche, Hansestadt Demmin

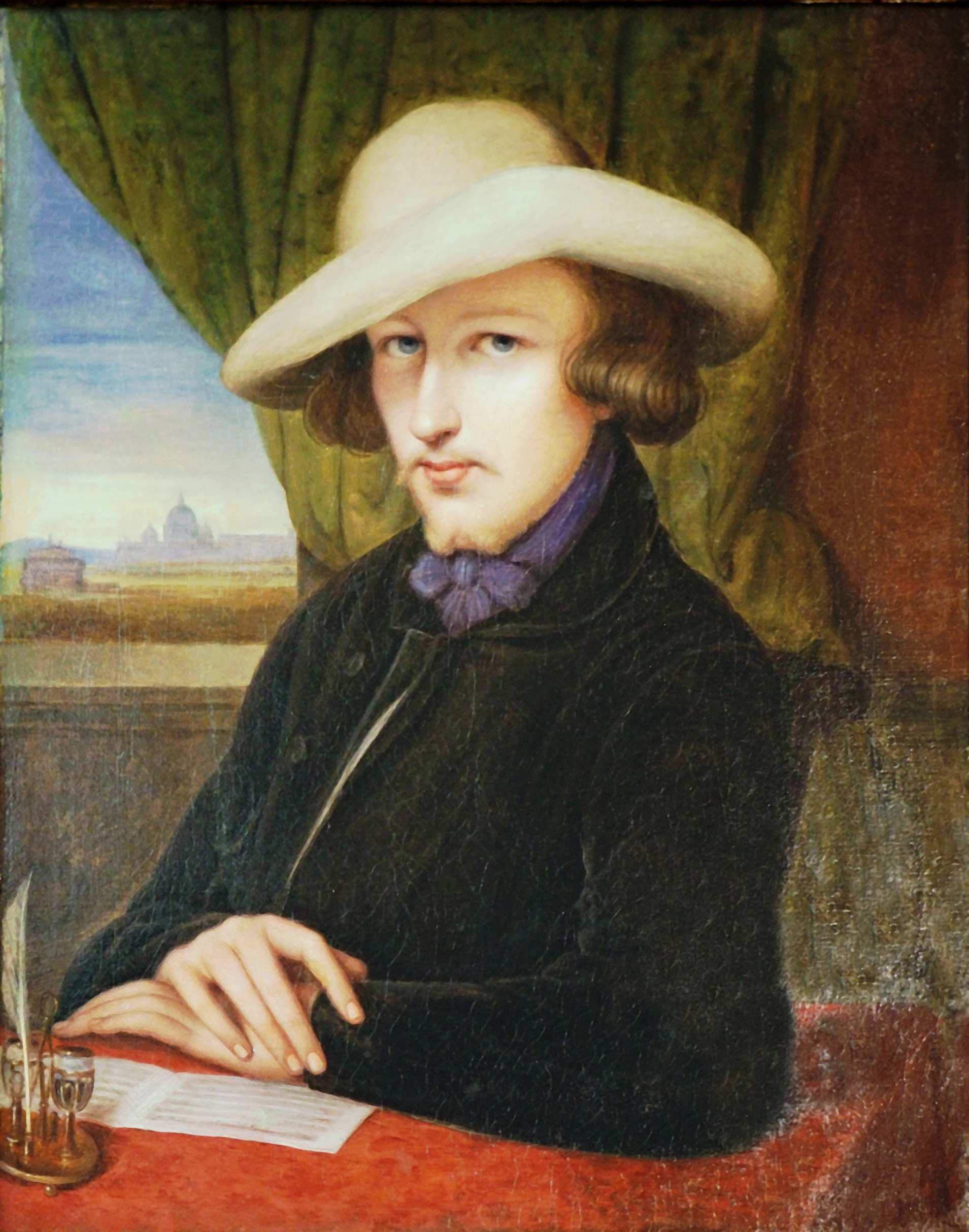
Bildnis von Charles Gounod

Imanuel Heinrich Lengerich (* 5. Juni 1790 in Stettin; † 8. Oktober 1865 in Berlin) war ein deutscher Historien- und Bildnismaler.
Während seiner Jugendzeit wurde er in Berlin von dem nur drei Jahre älteren Karl Wilhelm Wach unterrichtet. Von 1817 bis 1821 hielt er sich in Italien auf, wo er vor allem in Rom und Florenz die Werke der Renaissance studierte. In Rom lebte er in der Casa Buti und heiratete dort Olympia Buti (1804–?), die Tochter seiner Gasteltern. Er fertigte, auch im Auftrag des preußischen Königs Friedrich Wilhelm III., vor allem Kopien der Werke von Raffael und Correggio an. Diese Studien bildeten die Grundlage für seine spätere Lehrtätigkeit an der Berliner Kunstakademie. Zu seinen Schülern gehörte der Stettiner Historienmaler Ludwig Most. Er war Mitglied der Berliner Freimaurerloge Zum goldenen Pflug.
Seine bedeutendsten Werke waren die „Kreuzabnahme“ in der Stettiner Jakobikirche sowie die Darstellungen von zwölf christlichen Märtyrern in der neuen Schlosskapelle des Berliner Stadtschlosses. Erhalten ist unter anderem eine Darstellung der „Kreuzabnahme Jesu“ nach Raffael in der St. Bartholomaei-Kirche in Demmin. Im Malachit-Zimmer der Potsdamer Orangerie befindet sich eine Kopie von Raffaels „Der Triumphzug der Galatea“.